# Tydenseal
Der Begriff Tydenseal oder Tyden Seal, auch Tydenplombe, bezeichnet eine Metallsteckplombe. Die Abmessungen des 0,3 mm dicken Metallbandes sind etwa 215 mm (8,5 Zoll) lang und 9,5 mm (3/8 Zoll) breit.
Erfinder dieses Plombentyps war 1897 die Firma Tyden Seal, in Hastings (Michigan), USA.
Im Gegensatz zu anderen Plomben werden Siegel dieses Typs nicht mit einem Bleistück zusammengedrückt. Sie bestehen u. a. aus Blech und funktionieren durch Hindurchführen des Metallbandendes durch eine Kugel, die kein Zurückziehen ermöglicht.
Hauptsächlich werden sie angewandt, um Verschlüsse von Planen- und Koffer-LKWs, Containern, Eisenbahnwaggons und Tankfahrzeugen sowie Kisten und anderen Packstücken zu verplomben.
Seit dem 1. März 2019 dürfen Tydenseals nicht mehr im gemeinschaftlichen Versandverfahren verwendet werden.